# Charlack, Missouri
Charlack, Missouri (енгл. Charlack) град је у америчкој савезној држави Мисури.

## Демографија
По попису из 2010. године број становника је 1.363, што је 68 (-4,8%) становника мање него 2000. године.
| Група             | 2000.       | 2010.       |
| Белци             | 865 (60,4%) | 721 (52,9%) |
| Афроамериканци    | 466 (32,6%) | 483 (35,4%) |
| Азијати           | 11 (0,8%)   | 20 (1,5%)   |
| Хиспаноамериканци | 36 (2,5%)   | 98 (7,2%)   |
| Укупно            | 1.431       | 1.363       |